# Joan Roca i Ferrer
Joan Roca i Ferrer (Barcelona, 8 de juliol del 1927 – 22 d'octubre del 1980) va ser professor de piano i compositor.

## Biografia
El seu pare l'inicià en els estudis de música, que amplià amb els professors Montcalp i F.Ma. Pedrós i Guasch fins a ingressar en el Conservatori del Liceu, on continuà formant-se amb els mestres Ribó, P.Valls, Forns i Concepció Ribó. Va ser el mestre musical de l'Esbart Verdaguer en l'època del gran coreògraf Salvador Melo i dirigí la part musical de les Jornades Catalanes de Berlín del 1978. A més de diverses sardanes, compongué un concert per a piano i orquestra i instrumentà ballets.
Roca i Ferrer era nebot del compositor sardanista Joan Roca i Pairachs.

## Obres
- Els cascavells, dansa instrumentada per a cobla i enregistrada per la cobla Ciutat de Terrassa al CD Corrandes de 20 (Barcelona: Agrupament d'Esbarts Dansaires, 2005) Vídeo Arxivat 2009-05-24 a Wayback Machine.
- Concert per a piano i orquestra (1948?)
- D'altres corrandes, ballet instrumentat per a cobla
- Fandango de llauradors, dansa de Tavertet instrumentada per a cobla
- Fulguracions, per a violí i piano
- Jota de Reguers, instrumentada per a cobla i enregistrada per la Cobla Sabadell al CD Cent anys de dansa (Barcelona: Agrupament d'Esbarts Dansaires, 2002)
- Passeig (La Dama d'Elx), dansa Partitura Arxivat 2009-06-03 a Wayback Machine.
- Petita llum, per a violí i piano

### Sardanes
- Anhels (1947), la primera
- Esplai del cor (1947)
- Llíria (1948)
- La nina dels meus ulls (1947)
- Pena d'amor (1948?)
- El prat de la Plana